# Aechmea calyculata
Espèce
Classification phylogénétique
Synonymes
- Aechmea calyculata var. variegata Strehl
- Aechmea gamosepala A.Cast. [Illegitimate]
- Aechmea lutea (Regel & Linden) Voss
- Aechmea selloana Baker
- Aechmea thyrsigera Speg.
- Chevaliera thyrsigera (Speg.) Mez
- Hohenbergia calyculata (E.Morren) Baker
- Hoplophytum calyculatum E. Morren
- Macrochordion luteum Regel & Linden
- Macrochordion nudiusculum K.Koch [Invalid]
- Macrochordium luteum Regel & Linden
- Ortgiesia calyculata (E. Morren) L.B.Sm. & W.J.Kress

Aechmea calyculata est une espèce de plante à fleurs de la famille des Bromeliaceae, originaire du sud du Brésil et du nord de l'Argentine.

## Synonymes
- Aechmea calyculata var. variegata Strehl
- Aechmea gamosepala A.Cast. [Illegitimate]
- Aechmea lutea (Regel & Linden) Voss
- Aechmea selloana Baker
- Aechmea thyrsigera Speg.
- Chevaliera thyrsigera (Speg.) Mez
- Hohenbergia calyculata (E.Morren) Baker
- Hoplophytum calyculatum E. Morren[1]
- Macrochordion luteum Regel & Linden
- Macrochordion nudiusculum K.Koch [Invalid]
- Macrochordium luteum Regel & Linden
- Ortgiesia calyculata (E. Morren) L.B.Sm. & W.J.Kress

## Galerie

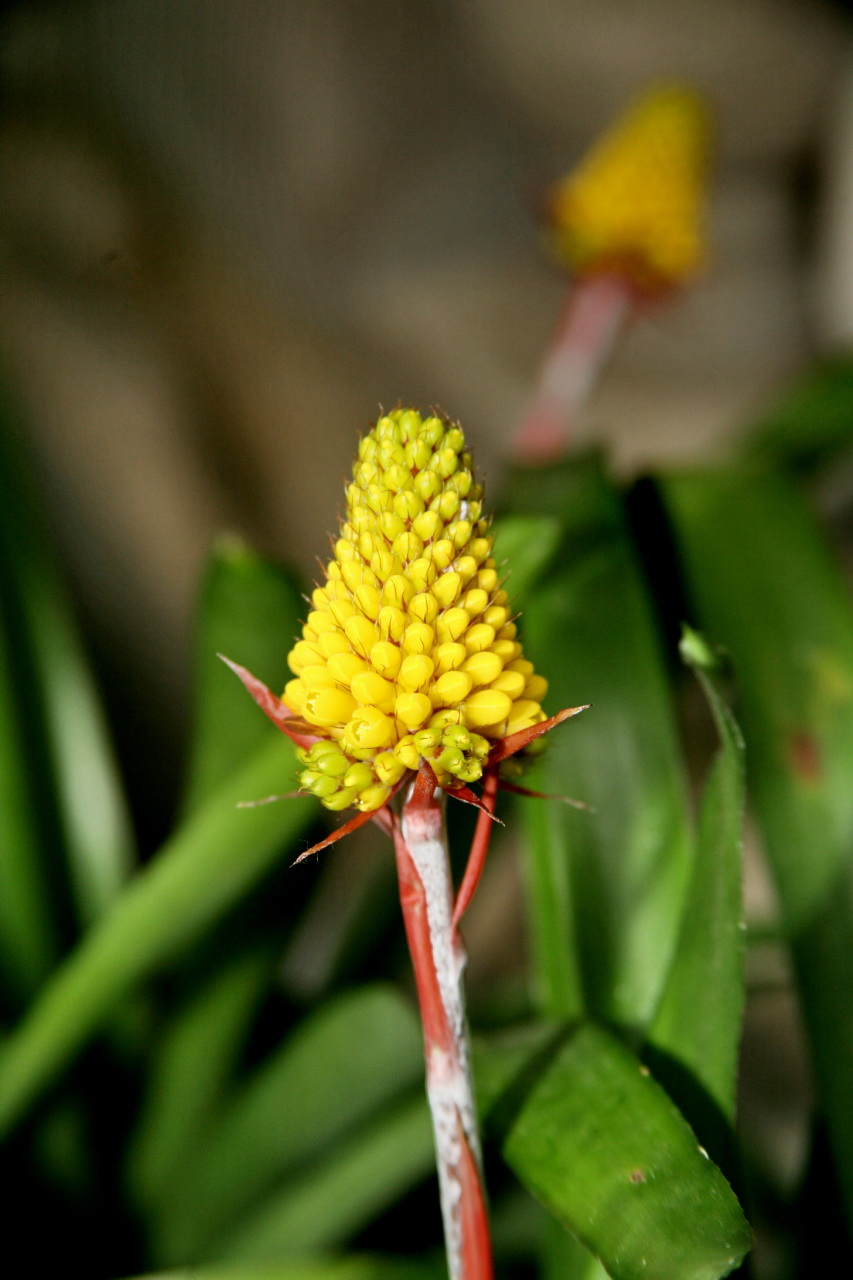
Inflorescence.